# Paul Bascomb
Paul Bascomb est un saxophoniste ténor américain de jazz. Il est en particulier connu pour sa longue collaboration avec Erskine Hawkins. Paul est le frère du trompettiste Dud Bascomb.

## Carrière
Au début des années 1930 et à l'occasion de ses vacances scolaires Paul Bascomb participes aux tournées Jean Calloway et avec le groupe Society Syncopators, originaire de Floride et dirigé par le saxophoniste C.S. Belton. Lors de ses études, il crée un orchestre de danse, le 'Bama State Collegians dans lequel participe également son frère trompettiste Wilbur dit Dud Bascomb.
Paul Bascomb s'installe à New York en 1934 et il se produit avec ce groupe jusque 1944. Durant cette période le trompettiste Erskine Hawkins dirige l'orchestre qui est renommé Erskine Hawkins Band. Certains morceaux remportent un grand succès, en particulier le titre After Hours,. Il quitte quelque temps Hawkins, puisqu'il remplace Herschel Evans dans l'orchestre du pianiste Count Basie de 1938 à 1939. Durant cette période avec Count Basie, Hawkins le remplace par Julian Dash. En 1944 il forme avec son frère un orchestre qu'il codirige avec lui jusque 1947. Il se produit ensuite avec ses propres groupes dans différents clubs, en particulier le Small's Paradise à New York. Avec son groupe il accompagne aussi plusieurs chanteuses comme Billie Holiday ou Dinah Washington en 1956. À la fin des années 1950 et en 1960 il joue dans d'autres clubs à Détroit et Chicago. Bascomb reste actif jusqu'aux années 1980 et participe aussi à la Grande Parade du Jazz à Nice en 1978.

## Style
Le son du saxophone de Paul Bascomb est à ses débuts assez modéré, un style fluide à situer entre celui de Lester Young et celui de Chu Berry, puis évolue dans la seconde partie de sa carrière avec un son plus puissant, une plus fort dynamisme, une « approche plus agressive » qui n'est pas sans rappeler le style de Paul Gonsalves lors de sa dernière période avec Duke Ellington,. L'une de ses mémorables interprétation est son solo sur le morceau Sweet Georgia Brown en 1940 avec Hawkins ou bien le morceau Hey Doc en 1941.

## Discographie sélective

### En leader
| Enregistrement | Nom de l'album | Label et notes   |
| -------------- | -------------- | ---------------- |
| 1976           | Bad Bascomb    | Delmark Records. |

### Collaborations
| Enregistrement | Leader      | Nom de l'album | Label             |
| -------------- | ----------- | -------------- | ----------------- |
| 1972           | Count Basie | Super Chief    | Columbia Records. |